# Congreso del Estado de San Luis Potosí
El Congreso del Estado de San Luis Potosí es el órgano representante del poder legislativo del estado de San Luis Potosí, México. Está conformado por 15 diputados electos por mayoría relativa y 12 diputados electos por el principio de representación proporcional. Su sede es el Edificio Presidente Juárez, en el centro histórico de la ciudad de San Luis Potosí.

## Historia
Con la proclamación de la Constitución Federal de 1857 los estados de la república necesitaron conformar sus propios congresos estatales. En el estado de San Luis Potosí el gobernador Eulalio Degollado convocó a un congreso constituyente, que se instaló el 5 de julio de 1857. Este primer congreso constituyente fue disuelto a consecuencia de la proclamación del Plan de Tacubaya en diciembre de ese año, que desconocía la recién proclamada constitución federal y desaparecía los congresos estatales, dando inicio a la Guerra de Reforma.
En 1860, el gobernador del bando liberal, Sóstenes Escandón, estableció otro congreso constituyente, que tuvo que ser suspendido por la declaración del estado de sitio en el estado debido a la guerra. Finalmente, el constituyente pudo establecerse el 14 de abril de 1861. Concluyó la redacción de la Constitución del Estado de San Luis Potosí el 13 de julio y esta fue proclamada por el gobernador Escandón el 27 de julio de ese año. El congreso y la constitución fueron abolidos durante el Segundo Imperio Mexicano, de 1863 a 1867. Tras el fin del imperio se reinstauró el congreso y la constitución estatal de 1861.
Tras la proclamación de la Constitución mexicana de 1917, la XXV Legislatura se estableció como constituyente para reformar la constitución estatal y adaptarla a los requerimientos de la nueva Carta magna. De 1938 a 1943 se decretó en dos ocasiones la desaparición de poderes, causando que el congreso estatal cesara sus funciones en ambos casos.

## Legislaturas
| Legislatura   | Periodo   |
| ------------- | --------- |
| Constituyente | 1861      |
| I             | 1861-1862 |
| II            | 1867-1869 |
| III           | 1869-1871 |
| IV            | 1871-1873 |
| V             | 1873-1875 |
| VI            | 1875-1877 |
| VII           | 1877-1879 |
| VIII          | 1879-1881 |
| IX            | 1881-1883 |
| X             | 1883-1885 |
| XI            | 1885-1887 |
| XII           | 1887-1889 |
| XIII          | 1889-1891 |
| XIV           | 1891-1893 |
| XV            | 1893-1895 |
| XVI           | 1895-1897 |

| Legislatura | Periodo   |
| ----------- | --------- |
| XVII        | 1897-1899 |
| XVIII       | 1899-1901 |
| XIX         | 1901-1903 |
| XX          | 1903-1905 |
| XXI         | 1905-1907 |
| XXII        | 1907-1909 |
| XXIII       | 1909-1911 |
| XXIV        | 1911-1913 |
| XXV         | 1917-1919 |
| XXVI        | 1919-1921 |
| XXVII       | 1921-1923 |
| XXVIII      | 1923-1925 |
| XXIX        | 1925-1927 |
| XXX         | 1927-1929 |
| XXXI        | 1929-1931 |
| XXXII       | 1931-1933 |
| XXXIII      | 1933-1935 |

| Legislatura | Periodo   |
| ----------- | --------- |
| XXXIV       | 1935-1937 |
| XXXV        | 1937-1938 |
| XXXVI       | 1939-1941 |
| XXXVII      | 1943-1945 |
| XXXVIII     | 1945-1948 |
| XXXIX       | 1948-1951 |
| XL          | 1951-1954 |
| XLI         | 1954-1957 |
| XLII        | 1957-1960 |
| XLIII       | 1960-1963 |
| XLIV        | 1963-1966 |
| XLV         | 1966-1969 |
| XLVI        | 1969-1972 |
| XLVII       | 1972-1975 |
| XLVIII      | 1975-1978 |
| XLIX        | 1978-1981 |
| L           | 1981-1984 |

| Legislatura | Periodo   |
| ----------- | --------- |
| LI          | 1984-1987 |
| LII         | 1987-1990 |
| LIII        | 1990-1993 |
| LIV         | 1993-1997 |
| LV          | 1997-2000 |
| LVI         | 2000-2003 |
| LVII        | 2003-2006 |
| LVIII       | 2006-2009 |
| LIX         | 2009-2012 |
| LX          | 2012-2015 |
| LXI         | 2015-2018 |
| LXII        | 2018-2021 |
| LXIII       | 2021-2024 |
| LXIV        | 2024-2027 |